# ベルリン・ダンジョン
ベルリン・ダンジョンとは、ベルリンにある観光名所のダンジョン でのアトラクションである。ドイツに纏わる暗黒の歴史的な出来事を再現している。

## 概要
ホラー仕立てのアトラクションで、楽しみながら史実に基づいてドイツの疫病の蔓延する16世紀から19世紀までの暗黒面の歴史を学べるようになっていて、 9つのショーで役者が見学者との会話を交えつつ、拷問の道具の解説や魔女裁判や"地元"の猟奇的な殺人者等を題材にして再現される。
歴史はまだ10年に満たず、比較的新しいものの、近年では主要な観光スポットの一つになりつつある。